# Compsobata jamesi
Compsobata jamesi is een vliegensoort uit de familie van de spillebeenvliegen (Micropezidae). De wetenschappelijke naam van de soort is voor het eerst geldig gepubliceerd in 1971 door Merritt.